# 安養消防署
安養消防署（アニャンしょうぼうしょ）は京畿道消防災難本部所属の消防署である。

## 管轄区域
- 安養市

## 沿革
- 1976年12月31日 - 開設。業務開始。管轄区域は安養市。[1]
- 1979年7月16日 - 管轄区域を始興郡のうち軍浦邑と所下邑に拡大する。これに伴い、管轄区域が安養市、始興郡のうち軍浦邑と所下邑になる。[2]
- 1981年7月1日 - 始興郡所下邑が光明市に改名昇格したため、管轄区域が安養市、光明市、始興郡のうち軍浦邑になる。
- 1982年4月30日 - 始興郡儀旺邑、果川面を管轄区域に加える。管轄区域が安養市、光明市、始興郡のうち軍浦邑、儀旺邑、果川面になる。[3]
- 1982年11月1日 - 光明消防署が開設されたため、管轄区域が安養市、始興郡のうち軍浦邑、儀旺邑、果川面になる。[4]
- 1984年12月1日 - 果川消防署が開設されたため、管轄区域が安養市、始興郡のうち軍浦邑、儀旺邑になる。[3]
- 1989年1月1日 - 始興郡軍浦邑、儀旺邑が軍浦市、儀旺市に昇格したため管轄区域が安養市、軍浦市、儀旺市になる。
- 1990年3月24日 - 軍浦消防署が開設されたため、管轄区域が安養市になる。
- 1998年7月3日 - 現在の庁舎に移転。

## 119安全センター
| 119安全センター     | 住所                          | 管轄区域                                                                  |
| ------------------- | ----------------------------- | ------------------------------------------------------------------------- |
| 安養119安全センター | 安養市万安区顕忠路55          | 安養市万安区のうち安養1、4、5、6、7、8洞                                  |
| 飛山119安全センター | 安養市東安区興安大路163       | 安養市東安区のうち飛山1、2、3洞、冠陽1洞                                  |
| 石水119安全センター | 安養市万安区石水路28          | 安養市万安区のうち石水1、2、3洞、安養2洞                                  |
| 富林119安全センター | 安養市東安区冠坪路212番ギル32 | 安養市東安区のうち冠陽2洞、富林洞、復興洞、達安洞、凡渓洞、万安洞、万村洞 |
| 貴仁119安全センター | 安養市東安区坪村大路104       | 安養市東安区のうち貴仁洞、新村洞、葛山洞、虎渓1、2、3洞                   |
| 博達119安全センター | 安養市万安区オリ路38          | 安養市万安区のうち博達1、2洞、安養3、9洞                                  |
| 安養消防署119救助隊 | 安養市東安区坪村大路211ギル56 | 京畿都安養市一圓                                                          |
| 安養消防署119救急隊 | 安養市東安区冠坪路212番ギル32 | 京畿都安養市一圓                                                          |